# Isaac Bentham
Isaac Bentham (* 27. Oktober 1886 in Wigan, England; † 15. Mai 1917 in Arras, Frankreich) war ein britischer Wasserballspieler.
Zusammen mit Charles Sydney Smith, George Cornet, George Wilkinson, Charles Bugbee, Paul Radmilovic und Arthur Edwin Hill nahm er an den Olympischen Spielen 1912 in Stockholm teil und konnte die Goldmedaille gewinnen. In Stockholm gewann man die Spiele in der Finalrunde mit 8:0 gegen Österreich und 6:3 gegen Schweden, die letztendlich Zweiter wurden.
Bentham ist nur einer von zwei der Goldmedaillengewinner von 1912, die nur bei einem Turnier gewannen. Während der andere, Arthur Edwin Hill, bei den olympischen Turnieren, bei denen Großbritannien noch siegte, nicht berücksichtigt wurde, konnte Bentham an keinem weiteren Turnier nach 1912 mehr teilnehmen, da er 1917 an der Front im Ersten Weltkrieg in Frankreich fiel.